# Culo e camicia
Pour plus de détails, voir Fiche technique et Distribution.
Culo e camicia est une comédie fantastique italienne à sketches réalisée par Pasquale Festa Campanile et sortie en 1981.

## Synopsis
Le televeggente
Rome. À la chaîne de télévision privée où il travaille comme rédacteur en chef adjoint, Rick Antuono a d'autres ambitions : il rêve de devenir reporter sportif et d'attirer l'attention d'Ornella, une collègue dont il est secrètement amoureux. Malheureusement, il est bègue et ses rêves semblent destinés à le rester, jusqu'à ce que Rick obtienne son emploi et une élocution fluide grâce à une paire de chaussons magiques offerte par son ami Orfeo, alias Geppetto, qui s'avérera plus tard être déjà mort. Rick apprend alors d'Orfeo que ces chaussures contenaient sept souhaits, qu'il a maintenant épuisés, principalement pour des choses insignifiantes contre Carletto, son rival au travail et en amour. Il parvient cependant à obtenir un dernier vœu, qu'il utilise pour débarrasser Carletto de ses maux. Grâce à son bon cœur, Rick parvient enfin à séduire Ornella.
Un uomo, un uomo e... Evviva una donna!
Milan. Renato et Alberto Maria forment depuis dix ans un couple homosexuel parfait : le premier est homme au foyer, le second est marchand de produits de luxe. Mais un jour, après un accident de voiture, Renato rencontre la jeune photographe Ella et tous deux tombent lentement amoureux. Pour lui, cette rencontre est comme un coup de tonnerre qui l'oblige à changer de vie : il finit par épouser cette femme et avoir un enfant avec elle, tout en restant en excellents termes avec son ex-petit ami.

## Fiche technique
- Titre original : Culo e camicia[1]
- Réalisation : Pasquale Festa Campanile
- Scénario : Ottavio Jemma (it), Francesco Venturoli, Stefano Ubezio, Renato Pozzetto
- Photographie : Giancarlo Ferrando, Giuseppe Ruzzolini
- Musique : Detto Mariano
- Décors : Enrico Fiorentini épisode Il televeggente, Enrico Tovaglieri épisode Un uomo, un uomo e...
- Costumes : Mario Carlini épisode Il televeggente, Ezio Altieri épisode Un uomo, un uomo e...
- Sociétés de production : Filmauro en association avec Intercontinental Film Company
- Pays de production :  Italie
- Langue originale : italien
- Format : Couleurs
- Genre : comédie fantastique
- Durée : 131 minutes
- Date de sortie : 
  - Italie : 22 décembre 1981

## Distribution
Il televeggente
- Enrico Montesano : Rick Antuono
- Daniela Poggi : Ornella
- Gino Pernice : Carletto Benedetti
- Gianni Agus : Directeur Annibale Panebianco
- Umberto Zuanelli : Orfeo Canevari (Geppetto)
- Ennio Antonelli : L'ami charcutier de Rick

Un uomo, un uomo e... Evviva una donna!
- Renato Pozzetto : Renato
- Leopoldo Mastelloni : Alberto Maria Saracino
- Maria Rosaria Omaggio : Ella Ferrari
- Carlo Bagno : le père de Renato
- Carla Monti : la mère de Renato
- Mirella Falco : femme âgée à la cabine téléphonique
- Roberto Caporali : bookmaker